# Bracon depressiusculus
Bracon depressiusculus är en stekelart som beskrevs av Szepligeti 1904. Bracon depressiusculus ingår i släktet Bracon och familjen bracksteklar. Inga underarter finns listade.